# استویان گئورکیف
استویان گئورکیف (بلغاری: Стоян Георгиев؛ زادهٔ ۱۸ سپتامبر ۱۹۸۶) بازیکن فوتبال اهل بلغارستان است.